# Lutefisk

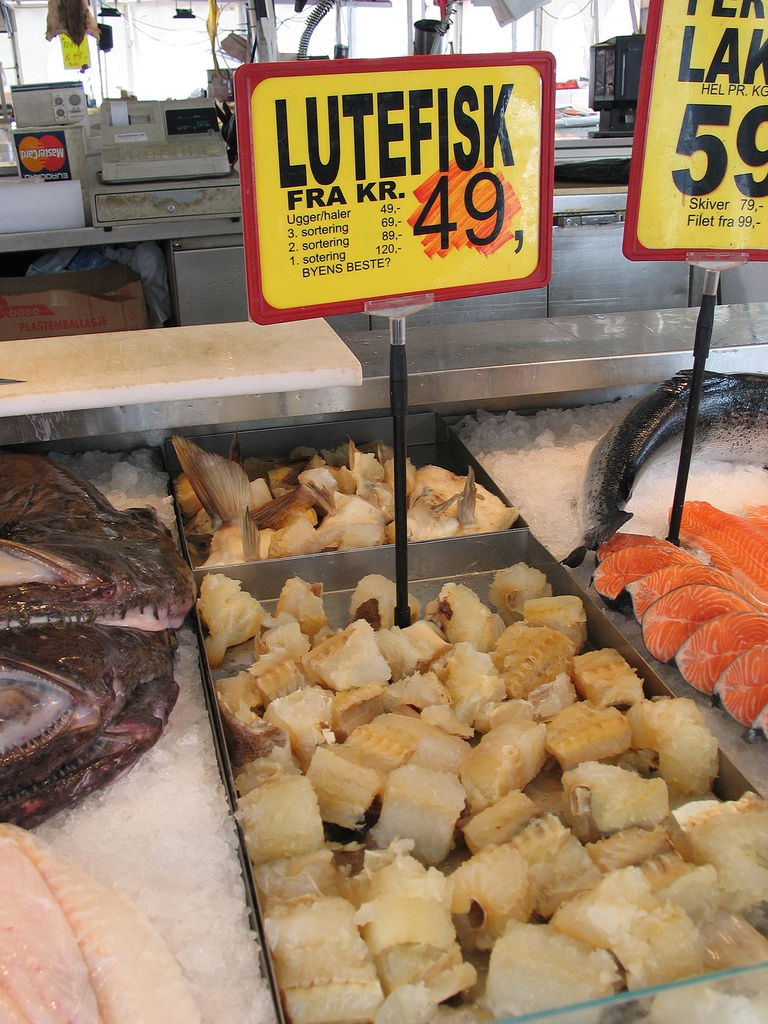
Lutefisk op een Noorse warenmarkt

Lutefisk is een Scandinavisch visgerecht met witvis of kabeljauw.
De verse vis wordt in loog (lut) gelegd om deze langer te kunnen bewaren en wordt hierdoor wit-transparant. Men gebruikt hiervoor kaliumhydroxide (kaliloog), een krachtige base, die traditioneel verkregen wordt door de witte as van verbrand hardhout te weken in zacht regenwater, dat zo het in het hout aanwezige kalium opneemt. Traditioneel wordt de vis, eens langdurig afgespoeld, kort in de oven gegaard en samen met gerookte spekblokjes, erwtenpuree en gekookte aardappelen, vooral in de kerstperiode, opgediend. Vooral aan de Noorse westkust is dit gerecht populair.
In Finland is lutefisk ook een traditioneel gerecht in de kerstperiode. Daar heet het "lipeäkala" en wordt het gekookt en gekruid met zwarte peper gegeten met een witte saus en een aardappelovenschotel.